# C.C.C.C.
I Cosmic Coincidence Control Center, meglio conosciuti con il solo acronimo C.C.C.C., furono un gruppo musicale giapponese appartenente al movimento chiamato Japanoise di area post-industriale con sonorità fortemente rumoristiche e Power electronics. La band era formata da due elementi, il musicista Hiroshi Hasegawa (長谷川洋), anche attivo nelle band Astro e Mortal Vision, e la ex porno star di film bondage Mayuko Hino.

## Produzioni

### Discografia
- Reflexive Universe (1991) (Cassetta)
- Phantasmagoria (1992) (Cassetta, S/Sided)
- Cosmic Coincidence Control Center (1992) (CD)
- Amplified Crystal (1993) (12", Ltd, Cle)
- Amplified Crystal II (1993) (Cassetta)
- Loud Sounds Dopa / Live In U.S.A. (1993) (CD)
- Community Center Cyber Crash / Live In Pittsburgh (1994) (LP)
- Gnosis (1994) (Cassetta)
- Test Tube Fantasy (1994) (7", Ltd, Cle)
- Live At AS 220 (1995) (7", Ltd, Blu)
- Recorded Live At Broken Life Festival, Taipei, Taiwan September 9th 1995 (1995) (CDr, Ltd)
- Flash (1996) (CD)
- Love & Noise (1996) (CD)
- The Beauty of Pollution (with Nocturnal Emissions) (1996) (CD)
- Rocket Shrine (1997) (CD)
- Untitled (1997) (CD)
- Polygon Islands 1 & 2 (1998) (7", Ltd, Gre)
- Chaos is the Cosmos (2007)
- Early Works 4CD Box (2007)
- Black Light / Black Heat (2009)
- Live At Velvet Sun (2010) (Cassetta, S/Sided)
- Old Street In Taiwan - Aktion 950907 (con Con-Dom e Schimpfluch-Gruppe) (Tochnit Aleph) (CDr)

### Video e film
- Deep Electronics Live (1991) (VHS)
- Live at Club Lower Links (1992) (VHS, NTSC)
- Loud Sounds Dopa (1993) (VHS)
- Tokyo Alive 1995 (2015) (VCD, NTSC) con Merzbow; diretto da Jadis Mercado